# Henry Gouvy (Unternehmer, 1780)
Henry Gouvy (* 11. Februar 1780 in Goffontaine, heute Schafbrücke (Saarbrücken); † 31. August 1829 ebenda) war ein französischer Unternehmer der Familiendynastie Gouvy, die von Mitte des 18. Jahrhunderts bis Anfang des 19. Jahrhunderts einen maßgeblichen Anteil am Erfolg der saarländischen Eisenindustrie hatte. 

## Leben

### Herkunft und Familie
Henry Gouvy wurde als Sohn des Unternehmers Henry Gouvy (1752–1795) und dessen Ehefrau Anna Barbe Catherine Guentz (* 1759) geboren.
Am 26. Mai 1812 heiratete er Caroline Thérèse Aubert (1792–1868). Aus der Ehe sind die Kinder Henry Joseph (1813–1882), Pierre Charles (* 1815), Joseph Alexandre (1817–1889) und Louis Théodore (1819–1898) hervorgegangen. Letzterer war ein bekannter Komponist.

### Wirken
Nachdem Henrys Onkel Pierre François Gouvy am 2. Februar 1816 durch Freitod aus dem Leben geschieden war, übernahm er bis zu seinem Tod die Leitung des Stahlhammers in Goffontaine.
Die Erben der nächsten Gouvy-Generationen führten das Unternehmen erfolgreich weiter, bis es schließlich 1872 durch Verkauf in andere Hände gegeben wurde.
Damit war die über 120 Jahre lang währende Ära eines erfolgreichen saarländischen Unternehmens in der Eisenindustrie beendet.